# O‘zbekiston Respublikasining Davlat Madhiyasi
O‘zbekiston Respublikasining Davlat Madhiyasi é o hino nacional do Uzbequistão. Entrou em vigor ainda o Uzbequistão era uma república da União Soviética. Após a independência, em 1991, o antigo hino como uma república soviética, composto por Mutal Burhanov, foi mantido, mas uma nova letra foi escrita por Abdulla Aripov.